# Shelton (Washington)
Shelton je okresní město v okrese Mason v americkém státě Washington. Jedná se o nejzápadnější město na pobřeží Pugetova zálivu, v roce 2010 mělo 9 834 obyvatel. V rámci státu Washington má unikátní formu vlády, jelikož město stále řídí komise, což je ve státě ojedinělý jev.

## Historie
Začleněn byl Shelton pod názvem Sheltonville v roce 1890. Své jméno získalo po Davidu Sheltonovi, delegátovi teritoriální legislativy.
Kdysi býval Shelton obsluhován malou flotilou lodí, která byla částí známé Komáří flotily. Jeho ekonomiku tvořily především těžba dřeva, farmy, mléčné farmy a pěstování ústřic. Centru města i nadále dominuje pilařský závod společnosti Simpson Investment Company. Shelton také nazývá sám sebe hlavním městem vánočních stromků.

## Geografie
Shelton má rozlohu 15,2 km², z čehož téměř 6 % tvoří vodní plocha.

### Klima
| Shelton. WA – podnebí       | Shelton. WA – podnebí | Shelton. WA – podnebí | Shelton. WA – podnebí | Shelton. WA – podnebí | Shelton. WA – podnebí | Shelton. WA – podnebí | Shelton. WA – podnebí | Shelton. WA – podnebí | Shelton. WA – podnebí | Shelton. WA – podnebí | Shelton. WA – podnebí | Shelton. WA – podnebí | Shelton. WA – podnebí |
| Období                      | leden                 | únor                  | březen                | duben                 | květen                | červen                | červenec              | srpen                 | září                  | říjen                 | listopad              | prosinec              | rok                   |
| --------------------------- | --------------------- | --------------------- | --------------------- | --------------------- | --------------------- | --------------------- | --------------------- | --------------------- | --------------------- | --------------------- | --------------------- | --------------------- | --------------------- |
| Průměrné denní maximum [°C] | 7,4                   | 9,4                   | 12,3                  | 15,5                  | 19,4                  | 22                    | 25,2                  | 25,3                  | 22,4                  | 16,1                  | 10,1                  | 7                     | 16,0                  |
| Průměrné denní minimum [°C] | 0,5                   | 1                     | 2,2                   | 3,8                   | 6,7                   | 9,1                   | 10,9                  | 11,1                  | 8,5                   | 4,9                   | 2,4                   | 0,4                   | 5,1                   |
| Průměrné srážky [mm]        | 252                   | 216                   | 174                   | 114                   | 67                    | 46                    | 25                    | 32                    | 63                    | 134                   | 269                   | 279                   | 1 671                 |
| Zdroj: NOAA                 |                       |                       |                       |                       |                       |                       |                       |                       |                       |                       |                       |                       |                       |

## Demografie
V roce 2010 žilo v Sheltonu 9 834 obyvatel, z nichž 79 % tvořili běloši, 4 % původní obyvatelé a 1 % Asiaté. 19 % obyvatelstva bylo hispánského původu.

## Známí rodáci
- Justin Ena - bývalý hráč amerického fotbalu na pozici linebackera (Philadelphia Eagles)

## Vzdělávání
Město obsluhuje střední škola Shelton High School.